# Tansarga
Tansarga ist sowohl eine Gemeinde (französisch commune rurale) als auch ein dasselbe Gebiet umfassendes Departement im westafrikanischen Staat Burkina Faso, in der Region Est und der Provinz Tapoa. Die Gemeinde hat 35.535 Einwohner.

## Persönlichkeiten

### Hier geboren
- Paramanga Ernest Yonli, Premierminister von Burkina Faso